# Pizzicato Five in the mix
『Pizzicato Five in the mix～A TATSUO SUNAGA LIVE MIX』（ピチカート・ファイヴ・イン・ザ・ミックス～ア・タツオ・スナガ・ライヴ・ミックス）は、2001年12月21日に発売されたピチカート・ファイヴ通算6作目となるリミックス・アルバム。

## 解説
- ピチカート・ファイヴが解散した2001年3月31日以降に発売された作品のひとつ。
- 過去にピチカート・ファイヴ楽曲のリミックス担当経験をもつ須永辰緒が、初めて一度に数多の彼等の楽曲のリミックスを手掛けたアルバム。
- 15曲目「アイスクリーム・メルティン・メロウ」は、砂原良徳のリミックス。

## 収録曲
詞／曲：小西康陽（特記以外）
1. Broopers （Introduction） [0:41]
2. メドレー：ベイビィ・ポータブル・ロック～マイ・ベイビィ・ポータブル・プレイヤー・サウンド [3:31]
3. フラワー・ドラム・ソング [3:53]
4. ゴー・ゴー・ダンサー [1:15]
5. ジェット機のハウス [3:01]
  - 曲：Fantastic Plastic Machine
6. トレイラー・ミュージック [1:46]
7. レモンのKISS [0:17]
  - 詞／曲：ディック・マニング（英語版）　日本語詞：みナみ カズみ
8. 万事快調 [03:27]
9. 優しい木曜日 [4:03]
10. そして今でも [2:21]
11. 東京の合唱 [0:53]
12. ロックン・ロール [2:09]
13. ボサ・ノヴァ3003 [2:44]
14. スペルバウンド [2:30]
15. アイスクリーム・メルティン・メロウ（SUNAHARA yoshinori remix） [6:19]
16. スウィート・ソウル・レヴュー [2:24]
17. 悲しい歌 [4:46]
18. コーダ [0:33]
19. T-FMジングル 見えるラジオ篇 [0:48]
  - 詞：TOKYO FM
20. イッツ・ア・ビューティフル・デイ [3:09]
21. メッセージ・ソング [2:38]
22. 大東京 [0:16]
23. 大都会交響楽 [4:16]
24. レディメイドFM [1:17]
25. 東京は夜の七時 [4:08]
26. 三月生まれ [1:41]
27. トウキョウ・モナムール [3:31]
28. グッバイ・ベイビイ＆エイメン ＋ シークレット・トラック [7:30]